# Кубок Греції з футболу 1932—1933
Другий розіграш Кубок Греції 1932—1933 проводився між 19 клубами (7 зі EPSA, 5 зі EPSP, 7 зі EPSM). Турнір проходив із 30 жовтня 1932 року по 25 березня 1933 року. Переможцем став «Етнікос», який у фіналі здолав «Аріс».
Після розіграшу кубку Федерація футболу Греції призупинила турнір для його реорганізації.

## Перший раунд
Матчі відбувалися 30 жовтня 1932 року.
| Команда 1           | Рахунок            | Команда 2           |
| Зона «Афіни-Пірей»  | Зона «Афіни-Пірей» | Зона «Афіни-Пірей»  |
| ------------------- | ------------------ | ------------------- |
| «Панатінаїкос»      | 5-0                | «Аргонавти» (Пірей) |
| АЕК                 | 3-1                | «Атромітос» (Афіни) |
| «Етнікос»           | 2-0 (т. п.)        | «Нікея»             |
| «Аполлон»           | 2-1                | «Астерас» (Афіни)   |
| Зона «Македонія»    |                    |                     |
| «Аріс»              | 4-2                | «Мельтеас»          |
| «Мегас Александрос» | 1-4                | «Термаїкос»         |

## Плей-оф

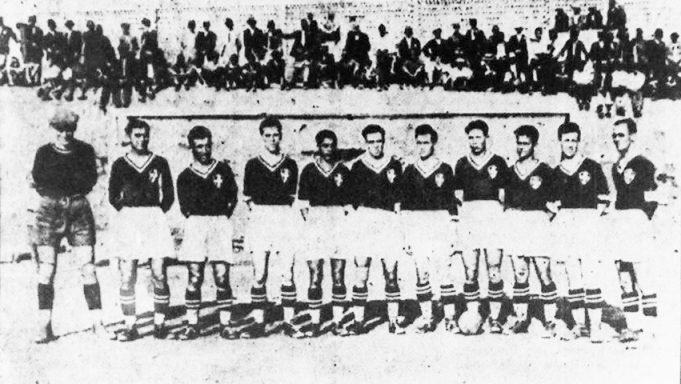
Переможцем Кубку Греції 1932—1933 став «Етнікос».

### 1/16 фіналу
Матчі відбувалися 6 листопада 1932 року.
| Команда 1          | Рахунок            | Команда 2          |
| Зона «Афіни-Пірей» | Зона «Афіни-Пірей» | Зона «Афіни-Пірей» |
| ------------------ | ------------------ | ------------------ |
| «Олімпіакос»       | 4-1                | Фалірікос          |
| «Панатінаїкос»     | 6-0                | «Гуді» (Афіни)     |
| «Аполлон»          | 2-0                | Аттікос            |
| АЕК                | 1-1 (дч); 0-1      | «Етнікос»          |
| «Аріс»             | 3-0                | «Термаїкос»        |
| Зона «Македонія»   |                    |                    |
| «Іракліс»          | 3-1                | ПАОК               |

### Чвертьфінал
| Команда 1          | Рахунок            | Команда 2          |
| Зона «Афіни-Пірей» | Зона «Афіни-Пірей» | Зона «Афіни-Пірей» |
| ------------------ | ------------------ | ------------------ |
| «Етнікос»          | 2-1                | «Аполлон»          |
| «Панатінаїкос»     | 1-6                | «Олімпіакос»       |
| Зона «Македонія»   |                    |                    |
| Іракліс            | 6-1                | МЕНТ               |

## Півфінал
| Команда 1          | Рахунок            | Команда 2          |
| Зона «Афіни-Пірей» | Зона «Афіни-Пірей» | Зона «Афіни-Пірей» |
| ------------------ | ------------------ | ------------------ |
| «Етнікос»          | 2-1                | «Олімпіакос»       |
| Зона «Македонія»   |                    |                    |
| Іракліс            | 1-3                | «Аріс»             |

## Фінал
| 5 лютого 1933 |

| «Аріс»                  | 2:2 (дч) | «Етнікос» (Пірей)             |
| ----------------------- | -------- | ----------------------------- |
| Аггелакіс 25' Кіцос 65' |          | Цірітакіс 30' Делігіоргіс 47' |

| «Аріс», Салоніки |

### Перегравання
| 25 березня 1933 |

| «Етнікос» (Пірей)             | 2:1 | «Аріс»       |
| ----------------------------- | --- | ------------ |
| Цірітакіс 54' Алексопулос 55' |     | Калтекіс 48' |

| «Апостолос Ніколаїдіс», Афін |

Як повідомляє офіційний сайт грецького федерації футболу, був лише один матч.